# Dendropanax bahiensis
Dendropanax bahiensis är en araliaväxtart som beskrevs av Fiaschi. Dendropanax bahiensis ingår i släktet Dendropanax och familjen Araliaceae. Inga underarter finns listade.